# Whenever
Singles de The Black Eyed Peas
Don't Stop The Party
(2011) Yesterday
(2015)
Pistes de The Beginning
Someday Fashion Beats
Whenever est un single des Black Eyed Peas issu de leur sixième album The Beginning.

## Classement
| Classement (2011)                       | Meilleure position |
| --------------------------------------- | ------------------ |
| Belgique (Wallonie Ultratop 50 Singles) | 38                 |
| France (SNEP)                           | 14                 |